# Sadowe Wzgórze
Sadowe Wzgórze – wzniesienie należące do Wzgórz Trzebnickich, położone w Paśmie Ciemnej Góry, o wysokości bezwzględnej 257,0 m n.p.m. , znajdujące się na terenie Gminy Trzebnica, w powiecie Trzebnickim, województwie dolnośląskim, w pobliżu miejscowości Malczów (obręb ewidencyjny). 
Jest to ostanie wzniesienie na wschodnim krańcu Pasma Ciemnej Góry, w ramach tego samego masywu sięgającego powyżej 250,0 m n.p.m., co położona po stronie zachodniej Ciemna Góra , będąca najwyższym wzniesieniem pasma i całych Wzgórz Trzebnickich. Na wschód od Sadowej Góry znajduje się Farny Upłaz i Malczowskie Jary z Farnym Lejem, za którymi rozpoczyna się Pasmo Farnej Góry, z położonym tu drugim we Wzgórzach Trzebnickich co do wysokości wzniesieniem – Farną Górą . Zarówno na tym wzgórzu jak i okolicznych terenach znajdują się Sady Trzebnickie.
Nazwa własna – Sadowe Wzgórze – ujęta jest w Państwowym Rejestrze Nazw Geograficznych: identyfikator PRNG – 235782, identyfikator IIP – PL.PZGiK.320.NGRP.235782. Rejestr ten podaje następujące współrzędne geograficzne punktu głównego: szerokość geograficzna – 51°18'22" N, długość geograficzna – 17°00'54" E.

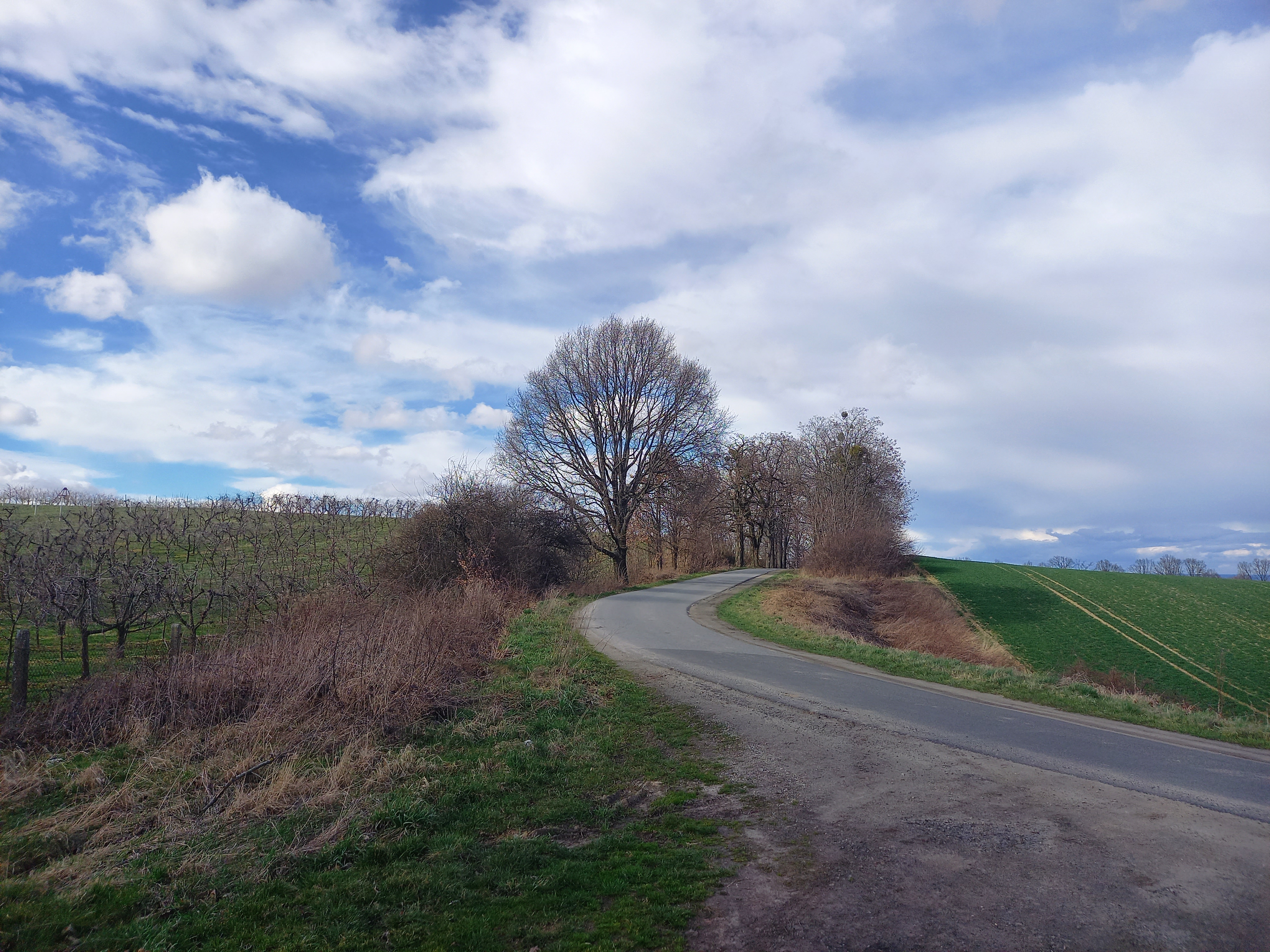
Widok z Farnego Upłazu
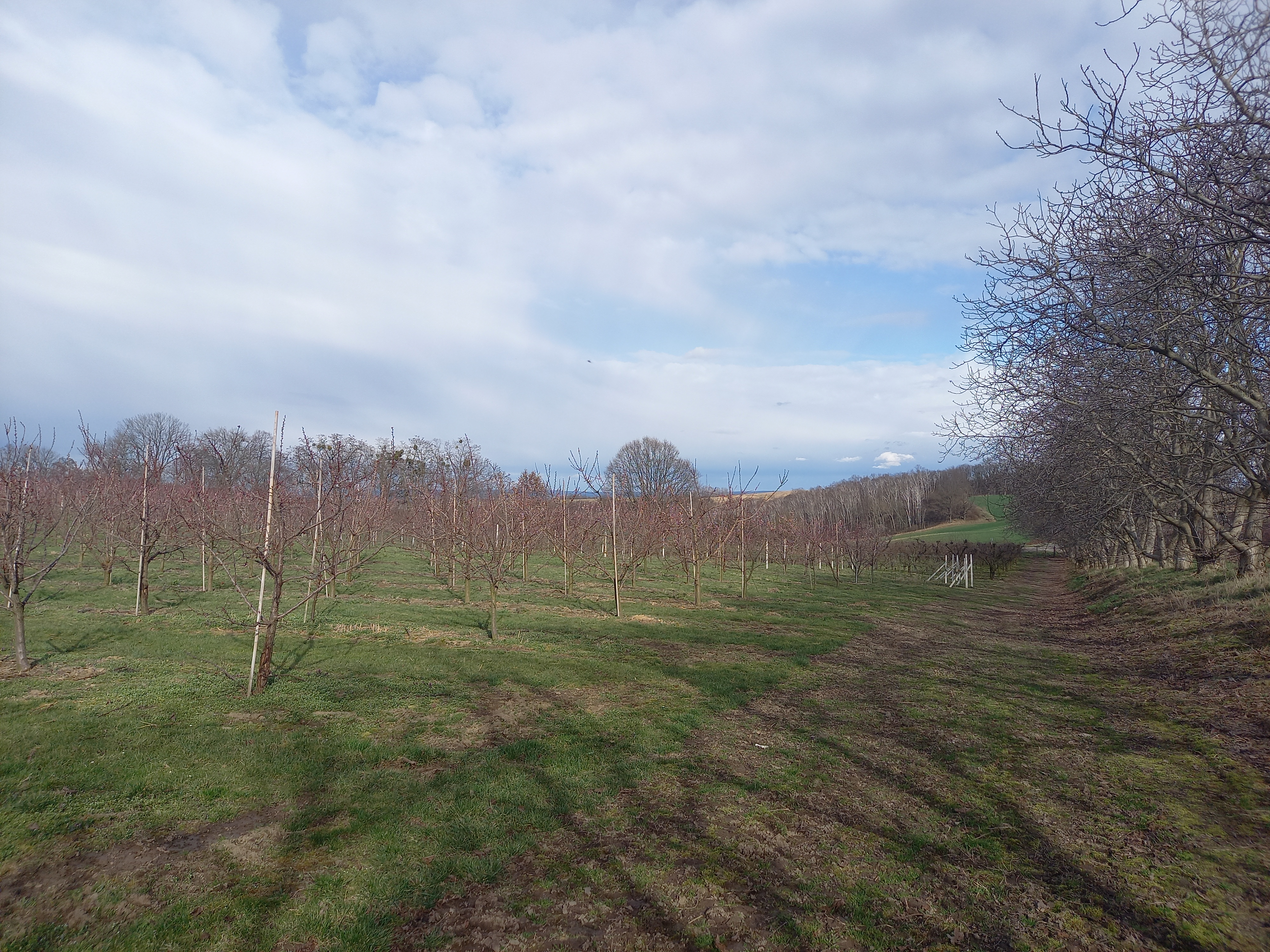
Podnóże stoku południowego w kierunku Farnego Upłazu
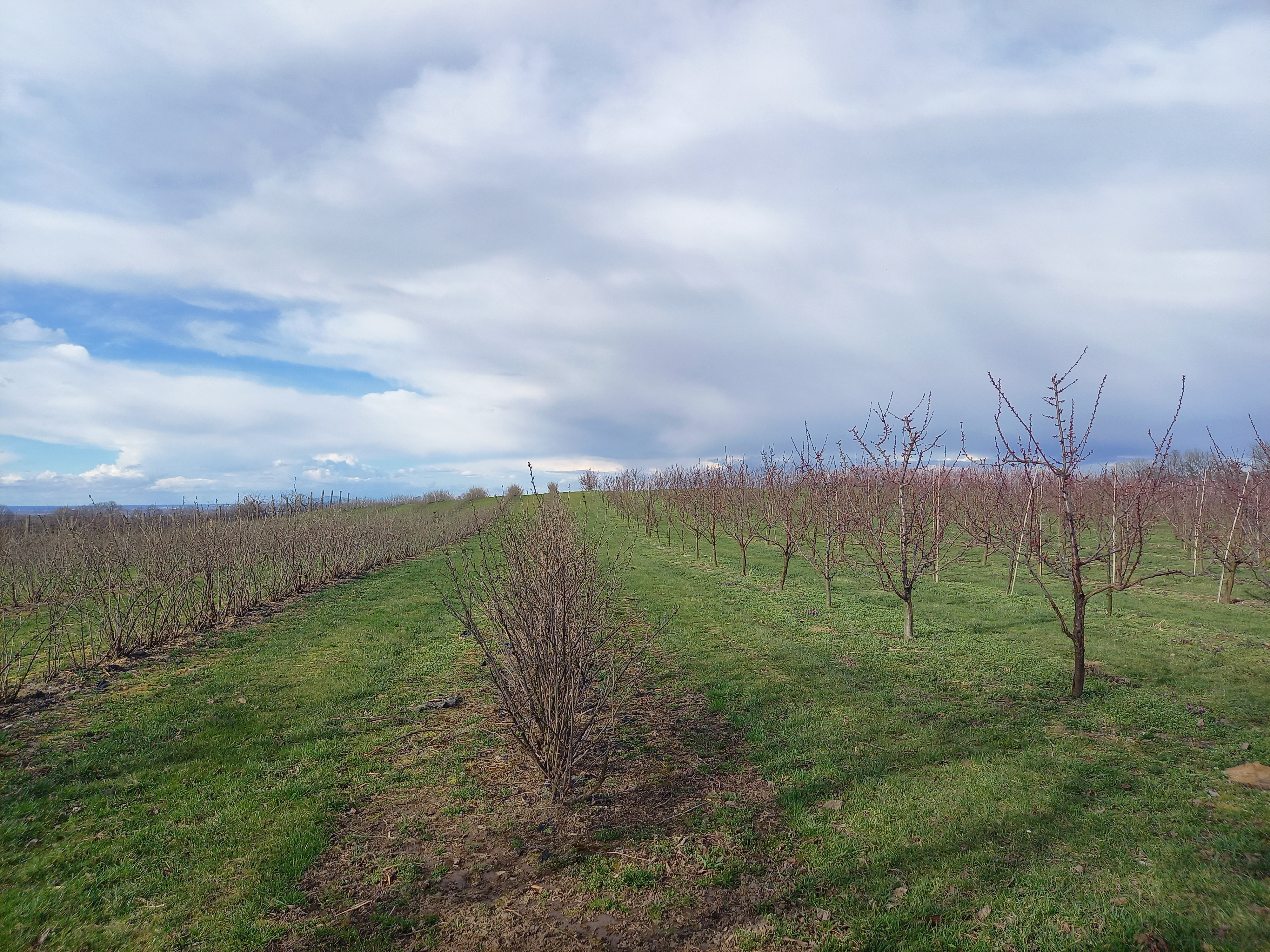
Widok w kierunku wierzchołka